# Alfred Grünberg

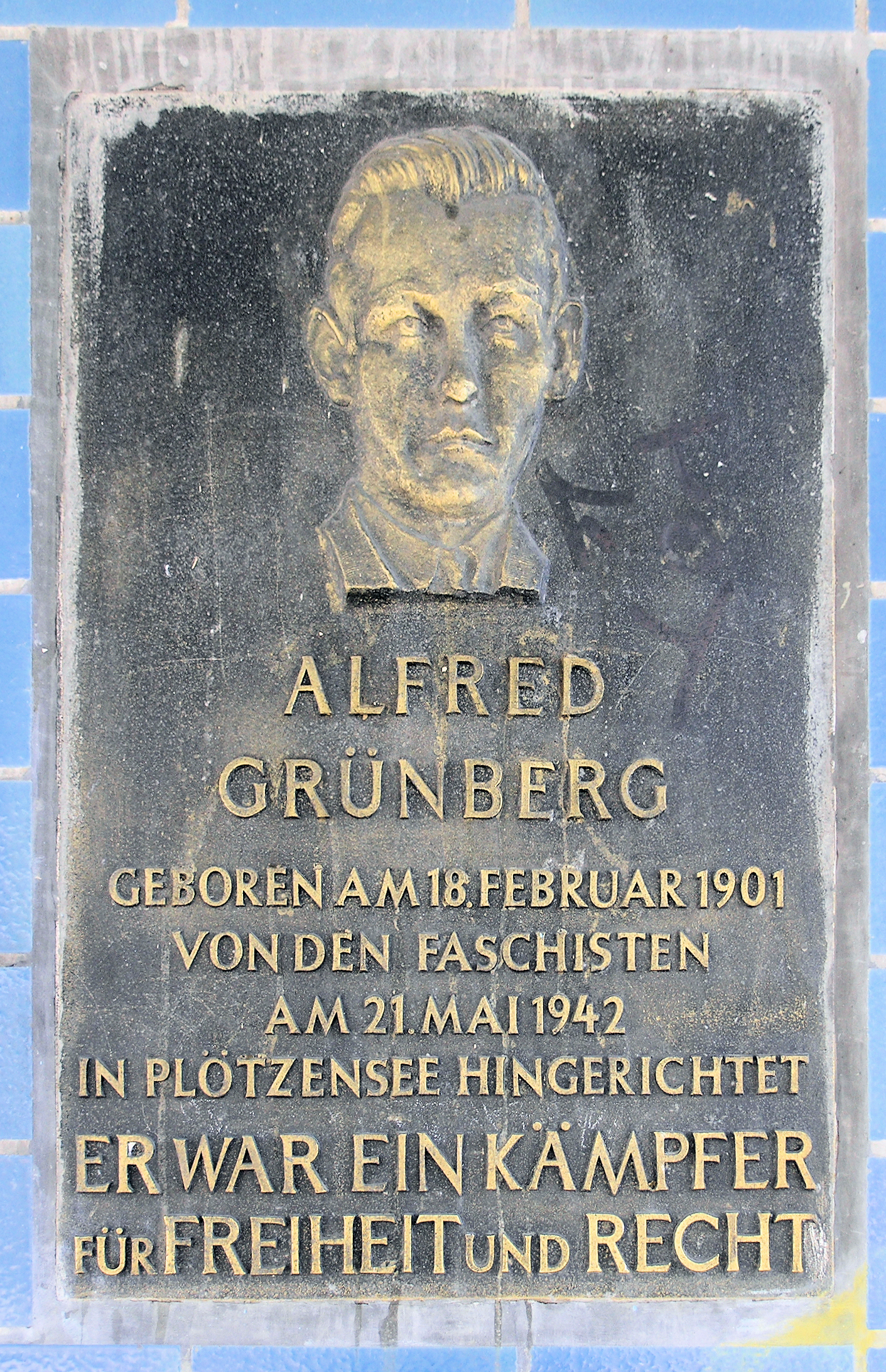
Gedenkstein für Alfred Grünberg in Berlin-Altglienicke

Karl Alfred Grünberg (* 18. Februar 1901 in Groß-Ottersleben bei Magdeburg; † 21. Mai 1942 in Berlin-Plötzensee) war ein Arbeiter, KPD-Mitglied und Widerstandskämpfer gegen den Nationalsozialismus.

## Leben
Alfred Grünberg engagierte sich schon früh im kommunistischen Jugendverband und trat 1928 der KPD bei, in der er bis 1933 politischer Leiter einer Straßenzelle im Berliner Ortsteil Bohnsdorf war. Nachdem die KPD 1933 verboten wurde, betätigte er sich von 1936 bis 1938 als Kurier zwischen Berlin und Prag für die politische Auslandsleitung der nun illegalen KPD. Als Grünberg kurz vor Weihnachten 1938 aus Prag nach Bohnsdorf zurückkehrte, versteckte er die mitgebrachten Schriften bei einem Futterhändler, um diese am 24. Dezember als Weihnachtsmann verkleidet in den Briefkästen der Bevölkerung zu verteilen. Nach Kriegsbeginn war er politisch in den Siemens-Werken aktiv. Grünberg wurde mehrfach verhaftet, endgültig im Februar 1940. Im Januar 1941 wurde seine Freiheitsstrafe auf 15 Monate festgelegt.
Am 10. Januar 1942 wurde er zusammen mit Arthur Emmerlich, Kurt Steffelbauer und Johann Gloger vom Volksgerichtshof wegen Hochverrats zum Tode verurteilt. Das Urteil wurde am 21. Mai 1942 im Strafgefängnis Berlin-Plötzensee durch Enthauptung vollstreckt.

## Spuren im Stadtbild
Grünberg lebte in der Schönefelder Straße im heutigen Bezirk Treptow-Köpenick von Berlin. In der DDR wurde diese Straße ihm zu Ehren in Grünbergallee umbenannt. Die an dieser Straße gelegene, 1962 fertiggestellte S-Bahn-Haltestelle erhielt ebenfalls den Namen Grünbergallee. Die am Haltestellen-Eingang angebrachte Gedenktafel für Alfred Grünberg wurde nach der Deutschen Wiedervereinigung mehrfach mit Nazisymbolen beschmiert, im August 2000 zerstört und später wiederhergestellt. Der Antrag von SPD- und CDU-Kommunalpolitikern, die Grünbergallee wieder umzubenennen, scheiterte ebenfalls 2000 an der PDS.
Im Jahre 1974 erhielt eine neu erbaute Schule den Namen "Alfred-Grünberg-Schule", nach der Wende wurde sie umbenannt in "Schule am Buntzelberg". Den Namen von Alfred Grünberg trug in der DDR seit 1976 auch die 23. Polytechnische Oberschule in Treptow, auch diese Schule wurde nach der Wende umbenannt.